# République tripartite de Pologne-Lituanie-Ruthénie
1658–1659
Entités précédentes :
- République des Deux Nations

Entités suivantes :
- République des Deux Nations

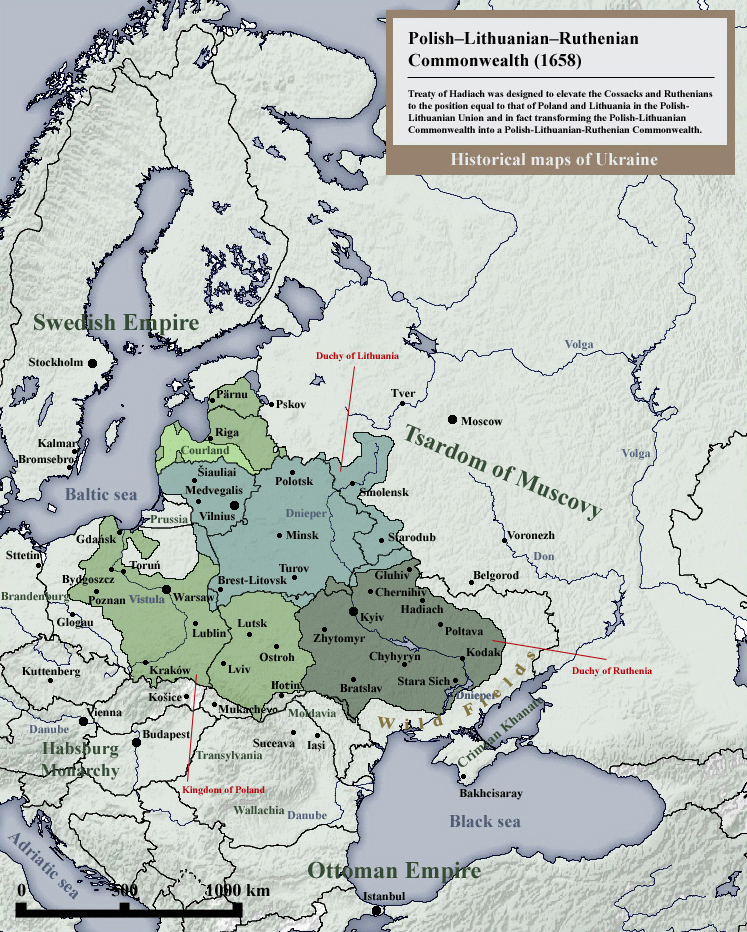
République tripartite de Pologne-Lituanie-Ruthénie en 1658

La république tripartite de Pologne-Lituanie-Ruthénie (en polonais : Rzeczpospolita Trojga Narodów, « république des trois nations »), est un concept récurrent de l'histoire de la république des Deux Nations. La proposition de la création d'un duché de Ruthénie fut faite plusieurs fois, notamment pendant l'Insurrection cosaque de 1648 contre la domination polonaise en Ukraine. Un tel duché de Ruthénie, ainsi que proposé par le traité de Hadiach, aurait été un membre à part entière de la République polono-lituanienne, laquelle serait devenue la république tripartite de Pologne-Lituanie-Ruthénie. Mais devant l'invasion moscovite, et du fait des divisions entre les cosaques, elle ne fut jamais mis en place.

## Deuxième république tripartite de Pologne-Lituanie-Ruthénie
L'idée d'une république tripartite polono-lituano-ruthénienne renaît pendant l'insurrection de janvier, lorsqu'une manifestation patriotique a lieu à Horodło en 1861. La « Seconde Union de Horodło » y fut annoncée par les nobles de la Pologne du Congrès, de l'ancien grand-duché de Lituanie, de la Volhynie et de la Podolie. La Nouvelle Pologne, fondée sur la Seconde Union de Horodło, devait résulter de l'union de ces trois nations, et les armoiries qu'elle proposait comprenaient l'aigle polonaise, le Vytis lituanien et le saint patron de la Ruthénie, l'archange Michel.